# Man (Unix)
man är en förkortning av ordet manual och är ett program för användarhjälp, som finns på nästan alla datorer som använder Unix-lika operativsystem, med undantag för minimala system och andra specialfall. Kommandot används för att komma åt Unix' programmerar- eller användarmanual, de så kallade man-sidorna (en. man pages).

## Kommando
Enklaste sättet att läsa dessa manualsidor är att använda kommandot man följt av namnet på det program man vill ha instruktioner för. Kommandot kan också användas på andra sätt, till exempel för att söka på nyckelord eller skriva ut en formaterad version av manualen.
Till exempel ger man ls en beskrivning av kommandot ls, man firefox en beskrivning av kommandoradsgränssnittet till programmet Firefox, man group en beskrivning av filen /etc/group och man man en manual för själva man, medan man -k browser ger en lista på webbläsare (och några andra manualsidor, där ordet ingår i beskrivningen).

## Sektioner
Manualsidorna är grupperade i sektioner, som kan skilja något mellan olika Unix-lika system. Följande sektioner förekommer allmänt:
1. program och kommandon för vanliga användare
2. systemanrop
3. biblioteksanrop (funktioner i programbibliotek)
4. specialfiler (filer som representerar maskinvara)
5. filformat (konfigurationsfiler) och konventioner
6. spel
7. diverse
8. administrationsverktyg och -kommandon

Därtill kan det finnas skilda sektioner till exempel för X Window System, POSIX-standarden, operativsystemkärnan och andra helheter som inte anses passa i standardsektionerna.
Med man-kommandot kan man ange vilken sektion man vill söka i. Om sektionen inte anges ger kommandot den första träffen. Till exempel ger man 3 sin en beskrivning av C-funktionen sinus() (sinus implementeras i ett standardbibliotek utanför kärnan).
Administratören kan välja att installera större eller mindre delar av manualen. Manualsidor för enskilda program distribueras i allmänhet med programmen och andra avsnitt kan installeras som skilda paket. I minimala system kan manualfunktionen vara helt utelämnad.

## Andra hjälpsystem
Ett liknande system som existerar parallellt är GNU-projektets info (GNU är ett Unix-liknande operativsystem, vars program ofta används under Unix). Manualsidor under info finns ofta också tillgängliga genom man och tvärtom, genom kompatibilitetsprogram.
Program som är avsedda att startas och användas via ett grafiskt användasgränssnitt har vanligen sina manualer i annan form och kan sakna manualsida eller ha en manualsida som i första hand dokumenterar olika kommandoradsalternativ för uppstart eller styrning av programmet.

## Användning
Kommandot man skriver ut manualsidan till stdout. Då manualsidor sällan ryms i terminalfönstret dirigeras oftast utskriften om (automatiskt) till något program som ger möjlighet att bläddra i manualen (och oftast också möjlighet att söka i den). man -Tps kommando | lpr eller liknande formaterar sidan för utskrift och skriver ut den.
En väldigt användbar växel till man är -k som söker efter nyckelord i alla manualsidor. Till exempel ger man -k "web browser" en lista över alla manualer vars sammanfattning innehåller ordet "web browser".
M:et i akronymen RTFM (read the fine manual) syftar på man-sidorna.